# Silver Dagger (comics)
Pour les articles homonymes, voir Silver Dagger.
Silver Dagger (parfois appelé Dague d'Argent en français) est un super-vilain appartenant à l'univers de Marvel Comics. Il est apparu pour la première fois dans Doctor Strange n° 1 (juin 1974).

## Biographie fictive
Le cardinal Isaiah Curwen était censé succéder au Pape, mais le Sacré Collège refusa. Après une semaine passée dans la bibliothèque du Vatican à étudier la magie noire, il partit voyager à travers le monde et continuer son apprentissage auprès de mystiques, qu'il tuait ensuite au nom du Seigneur.
Il se retrouva donc adversaire, puis vaincu par le Docteur Strange.
Au cours de sa carrière de criminel mystique, il affronta aussi un gang de lycanthropes, Jack Russell le Loup-Garou et l'Exorciste.

## Pouvoirs
- Silver Dagger possède des dons mystiques grâce aux longues études des arts occultes qu'il a menées. Il peut invoquer une force surnaturelle, faire grandir les animaux et les contrôler, tirer des flèches d'énergie et il connait les sorts liés à Cyttorak.
- Il connait l'art du combat et utilise une dague d'argent au corps à corps. Cette dague est enchantée et peut traverser les écrans de protection magique.
- On l'a aussi vu se servir de pistolet et de balles d'argent.
- Curwen est à la tête d'un groupuscule sectaire appelé l'Épée du Seigneur, constitué de soldats commandos.